# GeoExpert SA
GeoExpert ag est une société suisse qui offre des services en prospection sismique de subsurface.

## Historique
GeoExpert ag a été fondée en 1988. Depuis le début, les méthodes sismiques étaient les principales activités dans le domaine de la géophysique appliquée dans le cadre des investigations géotechniques et hydrogéologiques.
En 1996, le génie sismique (engineering seismology) est devenue la seule discipline que la société offre à sa clientèle. Pour des études interdisciplinaires, GeoExpert ag collabore avec des sociétés partenaires spécialisées dans les autres méthodes géophysiques (panneaux géoélectriques, EM, géoradar, gravimétrie, etc.).
GeoExpert ag est la promotrice de la méthode de sismique hybride (combinaison de la réflexion sismique et réfraction sismique) qui est largement reconnue comme outil de prospection le plus performant dans le génie civil. Nous comptons parmi nos clients les autorités locales, cantonales et fédérales de France, Allemagne, Autriche, Italie, Maroc, Suisse, ainsi que de nombreuses compagnies dans le monde entier actives dans l'industrie énergétique et minière, dans la production d'eau thermale et minérale et des bureaux de conseils géotechniques.

## Domaines d'activités
GeoExpert ag offre ses services en prospection sismique de subsurface dans les domaines suivants :
- génie civil ;
- hydrogéologie ;
- environnement ;
- dangers naturels ;
- ressources naturelles ;